# Мухаммади-Малаери, Мухаммад
Мухаммад Мухаммади-Малаери (перс. محمد محمدی ملایری‎; 1911, Малаер, западный Иран — 2002) — иранский историк, лингвист и литературовед. Автор большого количества работ, посвященных персидскому и арабскому языкам, а также истории Ирана — в особенности переходного периода между Сасанидской империей и Арабским халифатом.

## Биография
Родился в семье богослова Хедаятулла Наджафи, имевшего титул «марджа ат-таклид». В 1934 году поступил в недавно открытый Тегеранский университет на направление «Арабская литература». В 1937 году он окончил университет и по соглашению с Американским университетом в Бейруте был направлен в Ливан для организации там центра изучения персидского языка, а также для продолжения своих исследований в области арабской литературы. В 1942 году он получил докторскую степень в Американском университете.
По возвращении в Тегеран он получил поручение от Министерства образования и культуры по подготовке плана улучшения преподавания арабского языка в школах и подготовки преподавателей. Он начал работу на факультете богословия Тегеранского университета и там продолжил проект по повышению уровня арабистики. Итогом этой деятельности стало издание двухтомного учебника «Изучения арабского языка и литературы». С 1950 по 1957 годы он был заместителем декана богословского факультета, а после этого вновь был отправлен в Бейрут с целью организации кафедры иранистики в новообразованном Ливанском университете. Малаери возглавлял эту кафедру в течение 10 лет, одновременно работая советником по культуре в посольстве Ирана. В 1968 году он вернулся в Иран и был назначен деканом богословского факультета. В 1979 году Малаери оставил университетскую работу. Уже будучи на пенсии, он выпустил 5-томное собрание трудов под названием «Культура и история Ирана в переходный период между сасанидской и мусульманской эпохами».
В своих исследованиях Малаери пытался объяснить 250-летний провал в иранской литературной традиции между падением Сасанидской империи в VII веке и возникновением поэзии на новоперсидском языке в IX веке. Не соглашаясь с общепринятой точкой зрения, настаивавшей на существовании такого провала, он утверждал, что в указанный период иранская цивилизация активно влияла на арабскую общественную и культурную жизнь благодаря иранской бюрократии и научным кругам. Влияние иранского элемента, утверждает Малаери, замалчивалось из-за арабизации исконных имен деятелей и игнорирования жизни неарабских народов на территории Арабского халифата.

## Основные труды
- «Культура и история Ирана в переходный период между сасанидской и мусульманской эпохами», 2003 год.
- «Иранская доисламская культура и ее влияние на исламскую цивилизацию и арабскую литературу», 1954 год.